# André Piters
André Piters (Herve, 18 januari 1931 – 23 oktober 2014) was een Belgische voetballer. Hij had de bijnaam Popeye.
Piters voetbalde 16 jaar op het hoogste niveau in de Belgische en Nederlandse competities, voornamelijk als rechtsbuiten. Hij speelde aanvankelijk bij Herve FC, waarmee hij al op 17-jarige leeftijd in Derde Klasse speelde. Op 20-jarige leeftijd maakte hij de overstap naar Standard Luik, waarvoor hij speelde van 1951 tot 1961. Hij speelde voor deze club 208 wedstrijden en maakte 58 doelpunten (competitie, beker en Europese wedstrijden tezamen). In 1958 behaalde hij met Standard CL het landskampioenschap van België en in 1954 werd hij met deze club Belgisch bekerwinnaar. In 1961 maakte hij de overstap naar Olympic de Charleroi. Vervolgens ging hij in 1963 naar het Geleense Fortuna '54 waar hij in 1967 zijn carrière als profvoetballer afsloot. Als speler van Fortuna '54 maakte hij tien competitiedoelpunten en behaalde hij in 1964 de KNVB beker.In eerste klasse speelde Piters 194 wedstrijden en scoorde 54 doelpunten.
André Piters speelde 23 wedstrijden voor het Belgische Nationale Elftal. In deze 23 wedstrijden scoorde hij zeven maal. In een van de wedstrijden, in 1957 tegen IJsland, liet hij Rik Coppens scoren in een eentweetje vanuit een strafschop.